# BMW 850CSi
BMW 850CSi je M inačica serije 8. Nakon što je BMW odbacio M8 model (čiji je motor završio u Mclaren F1 automobilu), M divizija je tunirala 850Ci inačicu i dodala joj CSi ime.

## Prva generacija
BMW 850 CSi je M inačica serije 8. Premda nema oznaku M u službenim papirima naziv auta je M8/E. Pokreće ga S verzija M70 motora. Do 100 km/h ubrzava za 6 sekundi. Opremljen je 6-brzinskim ručnim mjenjačem.